# Eleição municipal de Birigui em 2012
A eleição municipal de Birigui em 2012 aconteceu em 7 de outubro de 2012 para eleger um prefeito, um vice-prefeito e 17 vereadores no município de Birigui, no Estado de São Paulo, no Brasil. O prefeito eleito foi Pedro Bernabé, do PDT, com 50,42% dos votos válidos, sendo vitorioso logo no primeiro turno em disputa com três adversários, Roque Barbieri (PTB), Fernando Escodero (PT) e Maçaru Umeta (PSDB). A vice-prefeita eleita, na chapa de Bernabé, foi Carlito Vendrame (PSD).
O pleito em Birigui foi parte das eleições municipais nas unidades federativas do Brasil. Birigui foi um dos 310 municípios vencidos pelo PDT; no Brasil, há 5.570 cidades.
A disputa para as 17 vagas na Câmara Municipal de Birigui envolveu a participação de 238 candidatos. O candidato mais bem votado foi o debutante Hebe Cevelati, que obteve 2.383 votos (4,03% dos votos válidos).

## Antecedentes
Na Eleição municipal de Birigui em 2008, Borini, do PMDB, derrotou o candidato do PTB Roquinho no primeiro turno. O candidato do PMDB foi eleito com 59,00% dos votos válidos, em 2008.

## Eleitorado
Na eleição de 2012, estiveram aptos a votar 66.247 biriguienses, o que correspondia a 84,81% da população da cidade.

## Candidatos
Foram quatro candidatos à prefeitura em 2012: Pedro Birigui do PDT, Roque Barbieri do PTB do Fernando Escodeiro do PT, e Maçaru Umeta do PSDB.
| N.º | Candidato(a)         | Vice             | Partido | Coligação                                                     |
| --- | -------------------- | ---------------- | ------- | ------------------------------------------------------------- |
| 12  | Pedro Bernabé        | Carlito Vendrame | PDT     | "O trabalho vai continuar" (PDT/PTN/DEM/PHS/PV/PSD)           |
| 13  | Fernando Escodeiro   | Professora Edna  | PT      | "Birigui para todo nós" (PT/PCdoB)                            |
| 14  | Roque Barbieri       | Dr. Elias        | PTB     | "Birigui muito mais" (PRB/PP/PTB/PMDB/PSL/PSC/PR/PPS/PSB/PRP) |
| 45  | Paulo Sérgio Martins | Gisele Costa     | PSDB    | "PSDB"                                                        |

## Resultados

### Prefeito
No dia 7 de outubro, Pedro Bernabé foi eleito com 50,42% dos votos válidos.
| Candidato(a)            | Vice                   | 1º Turno 7 de outubro de 2012 | 1º Turno 7 de outubro de 2012 |
| Candidato(a)            | Vice                   | Votação                       | Votação                       |
|                         |                        | Total                         | Porcentagem                   |
| ----------------------- | ---------------------- | ----------------------------- | ----------------------------- |
| Pedro Bernabé (PDT)     | Carlito Vendrame (PSD) | 30.985                        | 50,42%                        |
| Roque Barbieri (PTB)    | Dr. Elias (PMDB)       | 25.672                        | 41,77%                        |
| Fernando Escodeiro (PT) | Professora Edna (PT)   | 3.324                         | 5,41%                         |
| Maçaru Umeta (PSDB)     | Sandra Pontes (PSDB)   | 1.474                         | 2,40%                         |
| Total de votos válidos  | Total de votos válidos | 61.455                        | 92,77%                        |
| Votos em branco         | Votos em branco        | 1.745                         | 2,63%                         |
| Votos nulos             | Votos nulos            | 3.047                         | 4,60%                         |
| Total                   | Total                  | 203.976                       | 100%                          |
| Abstenções              | Abstenções             | 44.941                        | 15,19%                        |
| Votos apurados          | Votos apurados         | 66.247                        | 84,81%                        |
| Total de eleitores      | Total de eleitores     | 78.109                        | 100%                          |

### Vereador
Dos dezessete (17) vereadores eleitos, dois (2) eram em 2012 da base de Pedro Bernabé. Havia apenas três mulher dentre os vereadores eleitos em 2012. O vereador mais votado foi Hebe Cervelati (PR), que teve 2.383 votos. O PTB é o partido com o maior número de vereadores eleitos (3), seguido por PT, PR, PMDB, todos com dois candidatos eleitos.
| Resultado da eleição para a Câmara Municipal de Birigui em 2012 por candidato | Resultado da eleição para a Câmara Municipal de Birigui em 2012 por candidato | Resultado da eleição para a Câmara Municipal de Birigui em 2012 por candidato | Resultado da eleição para a Câmara Municipal de Birigui em 2012 por candidato | Resultado da eleição para a Câmara Municipal de Birigui em 2012 por candidato | Resultado da eleição para a Câmara Municipal de Birigui em 2012 por candidato |
| Candidato                                                                     | Número                                                                        | Partido                                                                       | Votos                                                                         | Porcentagem                                                                   |                                                                               |
| ----------------------------------------------------------------------------- | ----------------------------------------------------------------------------- | ----------------------------------------------------------------------------- | ----------------------------------------------------------------------------- | ----------------------------------------------------------------------------- | ----------------------------------------------------------------------------- |
| Hebe Cervelati                                                                | 22123                                                                         | PR                                                                            | 2.383                                                                         | 3,85%                                                                         |                                                                               |
| Dr Cristiano                                                                  | 23123                                                                         | PPS                                                                           | 1.698                                                                         | 2,17%                                                                         |                                                                               |
| Rogério Guilhen                                                               | 43000                                                                         | PV                                                                            | 1.342                                                                         | 1,72%                                                                         |                                                                               |
| Pastor Reginaldo                                                              | 14777                                                                         | PTB                                                                           | 1.278                                                                         | 1,64%                                                                         |                                                                               |
| Professor Bearari                                                             | 13113                                                                         | PT                                                                            | 1.261                                                                         | 1,61%                                                                         |                                                                               |
| Vadão da Farmácia                                                             | 14110                                                                         | PTB                                                                           | 1.242                                                                         | 1,59%                                                                         |                                                                               |
| Fermino                                                                       | 25777                                                                         | DEM                                                                           | 3.846                                                                         | 1,47%                                                                         |                                                                               |
| Moisés Rossi                                                                  | 23333                                                                         | PPS                                                                           | 3.434                                                                         | 1,89%                                                                         |                                                                               |
| Sandro Bussola                                                                | 13100                                                                         | PT                                                                            | 3.165                                                                         | 1,74%                                                                         |                                                                               |
| Natalino da Pousada                                                           | 43200                                                                         | PV                                                                            | 3.092                                                                         | 1,70%                                                                         |                                                                               |
| Pastor Luiz Barbosa                                                           | 14567                                                                         | PTB                                                                           | 2.989                                                                         | 1,65%                                                                         |                                                                               |
| Carlinhos do PS                                                               | 11444                                                                         | PP                                                                            | 2.959                                                                         | 1,63%                                                                         |                                                                               |
| Markinho da Diversidade                                                       | 15555                                                                         | PMDB                                                                          | 2.838                                                                         | 1,56%                                                                         |                                                                               |
| Batata                                                                        | 13123                                                                         | PT                                                                            | 2.679                                                                         | 1,58%                                                                         |                                                                               |
| Carlão do Gás                                                                 | 22000                                                                         | PR                                                                            | 2.529                                                                         | 1,39%                                                                         |                                                                               |
| Mantovani                                                                     | 45444                                                                         | PSDB                                                                          | 2.526                                                                         | 1,39%                                                                         |                                                                               |
| Cláudio da Construção                                                         | 13013                                                                         | PT                                                                            | 2.152                                                                         | 1,19%                                                                         |                                                                               |
| Pastora Celina                                                                | 20123                                                                         | PSC                                                                           | 2.140                                                                         | 1,18%                                                                         |                                                                               |
| Catini                                                                        | 14345                                                                         | PTB                                                                           | 2.094                                                                         | 1,15%                                                                         |                                                                               |
| Lima Junior                                                                   | 45777                                                                         | PSDB                                                                          | 2.092                                                                         | 1,15%                                                                         |                                                                               |
| Faria Neto                                                                    | 15444                                                                         | PMDB                                                                          | 1.872                                                                         | 1,03%                                                                         |                                                                               |
| Segalla                                                                       | 25456                                                                         | DEM                                                                           | 1.859                                                                         | 1,02%                                                                         |                                                                               |
| Paulo Eduardo Martins                                                         | 45200                                                                         | PSDB                                                                          | 1.777                                                                         | 0,98%                                                                         |                                                                               |
| Dr Paulo Eduardo                                                              | 40789                                                                         | PSB                                                                           | 1.715                                                                         | 0,95%                                                                         |                                                                               |

| Votos válidos   | Votos válidos   | 61.455 | 92,77% |
| Votos nulos     | Votos nulos     | 3.047  | 4,60%  |
| Votos em branco | Votos em branco | 1.745  | 2,63%  |
| Total           | Total           | 78.109 | 100%   |
| --------------- | --------------- | ------ | ------ |